# Omero nel Baltico
Omero nel Baltico, saggio sulla geografia omerica è un saggio pubblicato nel 1995 dall'ingegnere nucleare Felice Vinci (Roma, 1946). L'autore iniziò a leggere i classici per passione e venne così a conoscenza del passo del De facie di Plutarco in cui è citata l'ubicazione di Ogigia, l'isola della ninfa Calipso, punto di partenza delle sue teorie.
Il libro, tradotto in varie lingue, presenta una personale interpretazione storico-letteraria condotta dall'autore sull'ambientazione dell'Iliade e dell'Odissea: secondo Vinci gli eventi in esse narrati non si sarebbero svolti nel Mar Mediterraneo orientale, come si è sempre creduto, ma nei mari dell'Europa settentrionale (Mar Baltico e nord Atlantico).
La teoria ha avuto ampia risonanza nei mezzi di comunicazione di massa e ha suscitato dibattiti nel mondo accademico: secondo la gran parte degli studiosi non ha basi fondate in campo linguistico e archeologico.

## Teoria del libro
Secondo Vinci gli Achei sarebbero vissuti agli inizi del II millennio a.C. sulle coste del Baltico e alla metà del millennio, in seguito ad un irrigidimento del clima individuato in quest'epoca dalla paleoclimatologia, si sarebbero spostati verso sud lungo il corso del fiume Dnepr, giungendo al mar Nero e al mar Egeo. I nuovi venuti avrebbero fondato le città micenee (le tombe micenee più antiche sono ricche di ambra baltica, assente invece in quelle più recenti) e avrebbero quindi dato alle nuove sedi i nomi delle località nordiche, ma in modo non perfettamente rispondente alla loro collocazione geografica originaria, a causa delle differenze di conformazione delle due regioni.
Con la migrazione avrebbero inoltre portato con sé i propri tradizionali racconti orali, una saga poetica ambientata nelle località della patria originaria, tra il mar Baltico e il mare del Nord. La guerra di Troia si sarebbe svolta dunque non intorno al XIII secolo a.C., come normalmente ritenuto, ma intorno al XVIII secolo a.C. Dopo mille, millecento anni di trasmissione orale, i poemi sarebbero quindi stati trascritti tra l'VIII e il VII secolo a.C..
A sostegno della teoria si cita il fatto che i Micenei siano considerati una popolazione non autoctona, ma giunta in Grecia intorno al XVI secolo a.C. Vinci riporta inoltre l'ipotesi dello studioso indiano della fine dell'Ottocento Bal Gangadhar Tilak, secondo il quale in base ai Veda le popolazioni indoeuropee sarebbero vissute anticamente nell'estremo Nord dell'Europa e dell'Asia.
Il principale argomento su cui si basa l'ipotesi del libro è rappresentato dalle incongruenze che Vinci rileva tra la geografia descritta da Omero e la conformazione delle terre mediterranee, già notata da Strabone. Le descrizioni geografiche dell'Iliade e dell'Odissea, secondo Vinci, si adatterebbero invece alla perfezione a quelle dell'Europa settentrionale e le incongruenze nelle localizzazioni mediterranee sarebbero dovute all'applicazione dei vecchi nomi alle nuove località, la cui situazione geografica non sarebbe stata perfettamente conforme a quella originaria.
Anche la descrizione del clima nei poemi omerici, secondo l'autore del saggio, si adatterebbe meglio alle regioni baltiche. Secondo Vinci, infine, sarebbero presenti numerose concordanze nelle usanze, nella mitologia e nella letteratura, tra il mondo descritto nei poemi omerici e quello nordico di epoca medioevale.

### Identificazioni di luoghi omerici dell'Iliade
Tra le identificazioni proposte, Itaca coinciderebbe con l'isoletta di Lyø nell'arcipelago danese della Sud Fionia, che corrisponderebbe per forma e posizione alla descrizione omerica come isola più occidentale dell'arcipelago (notazione che non si adatta invece all'Itaca greca). Vinci identifica un antico dolmen presente sull'isola danese e noto come "pietra della campana", con la "pietra del corvo" descritta nell'Odissea presso la casa del porcaro Eumeo. L'arcipelago danese è composto da quattro isole maggiori, come si legge nella descrizione omerica, nella quale si citano Dulichio, Same e Zacinto, oltre ad Itaca: la prima, che non si è riusciti mai a identificare in ambito mediterraneo, sebbene dovesse essere la più grande in base al numero di pretendenti alla mano di Penelope, secondo Vinci, imbeccato dalla disposizione geografica suggerita da Omero, corrisponde all'isola di Langeland (coincidenza vuole che il nome di Dulichio in greco si traduca "isola lunga", ovvero la stessa traduzione in danese del termine Langeland); Same sarebbe l'isola di Ærø e Zacinto quella di Tåsinge, come secondo Vinci sarebbe suggerito anche dall'assonanza del nome.
La città di Tebe in Beozia corrisponderebbe alla città svedese di Täby, situata poco a nord di Stoccolma. Il fatto che a sud di Stoccolma si trovi la città di Tireso sarebbe secondo Vinci legato alla provenienza da Tebe dell'indovino Tiresia.
La città di Troia corrisponderebbe a Toija nella Finlandia meridionale, situata vicino alla città di Turku. La geografia del luogo corrisponderebbe a quella descritta nell'Iliade: la città sarebbe sorta su una collina ai cui piedi scorrono due fiumi (gli omerici Scamandro e Simoenta) che confluivano nella pianura sottostante, oggi allagata, a pochi chilometri dal mare. L'ipotesi, secondo Vinci, sarebbe confermata dal ritrovamento nella zona di resti dell'età del bronzo. L'Ellesponto, chiamato da Omero "largo", sarebbe individuabile non nel lungo e angusto stretto dei Dardanelli, ma nel golfo di Finlandia, che rispetto alla Troia nordica si trova in una posizione corrispondente alla descrizione omerica, cosa che non accadrebbe con la Troia meridionale. Vinci cita inoltre le cronache danesi dello storico medioevale Saxo Grammaticus, che ricordano gli Ellespontini, un popolo nemico dei Danesi, e il nome della Finlandia in epoca romana come Aeningia (per Vinci corrispondente a terra di Aeni, ossia di Enea).
In base ai luoghi già ritenuti identificati e al "catalogo delle navi" nel secondo libro dell'Iliade, sono quindi identificate le città achee nel Baltico: Micene sarebbe sorta sul luogo dell'attuale Copenaghen e Ftia, patria di Achille, in Estonia. Il Peloponneso corrisponderebbe all'isola di Sjælland, del tutto pianeggiante, il che spiegherebbe la scelta di Telemaco di recarsi da Pilo a Sparta via terra anziché via mare. Inoltre Omero descrive il Peloponneso come un'isola pianeggiante e ciò non si ritrova nel Peloponneso della Grecia, una penisola montuosa.

### Identificazione dei luoghi omerici dell'Odissea
Secondo Vinci i viaggi di Ulisse si sarebbero svolti lungo le coste della Norvegia. La base è costituita da un passo di Plutarco, che colloca l'isola di Ogigia, dove Ulisse sarebbe stato tenuto prigioniero dalla ninfa Calipso, "a cinque giorni di navigazione dalla Britannia verso occidente": di conseguenza secondo Vinci sarebbe identificabile con una delle isole Fær Øer. Il poema riferisce che da qui, dopo un viaggio di diciassette giorni, Ulisse sarebbe giunto nella terra dei Feaci, la Scheria, descritta con un'alta costa rocciosa e ricca di boschi: secondo Vinci tale regione, che non potrebbe essere identificata nella localizzazione meridionale, sarebbe identificabile con la zona di Bergen sulle coste norvegesi, alla foce del fiume Figgjo, zona ricca di testimonianze dell'età del bronzo. Questa collocazione spiegherebbe come mai Ulisse avesse notato all'approdo il mare rifluire nel fiume, fenomeno dovuto alle maree che non si verificherebbe nel Mediterraneo.
Anche altri luoghi visitati da Ulisse sarebbero identificabili sulle coste norvegesi: l'isola della maga Circe e i luoghi da lei descritti (l'isola delle sirene e le rupi erranti di Scilla e Cariddi) andrebbero collocati nell'arcipelago delle isole Lofoten: nei pressi, a causa di un riflusso delle maree, si crea il fenomeno del Maelstrom, che corrisponderebbe al gorgo di Cariddi che inghiottì la nave di Ulisse che è descritto formarsi tre volte al giorno (in realtà il maelström si forma due volte al giorno, non tre, quindi non c'è una vera e propria corrispondenza). L'isola di Eolo, re dei venti, si troverebbe nelle isole Shetland, dove soffiano spesso venti che superano i 200 km/h.

### Altri miti
Secondo Vinci anche altri racconti della mitologia greca sarebbero ambientati nella stessa regione. Tra questi il viaggio degli Argonauti, che secondo il mito raggiunsero la Colchide, dove si trovava il vello d'oro, procedendo verso Est, e quindi arrivarono all'isola di Circe, dalla quale ritornarono in Grecia provenienti da Ovest. L'identificazione della Colchide nel mar Nero e dell'isola di Circe nel mar Tirreno costringerebbe secondo Vinci ad ipotizzare un improbabile itinerario per nave degli Argonauti nell'Europa continentale, lungo i corsi dei fiumi Danubio, Po e Rodano. La navigazione sarebbe invece secondo Vinci il ricordo di un'antica circumnavigazione in senso antiorario della Scandinavia a partire dal Baltico, attraversando la Lapponia per via di terra attraverso i numerosi fiumi che la percorrono, per giungere alle isole Lofoten dove era stata localizzata l'isola di Circe. Secondo il racconto di Circe ad Ulisse, per il viaggio di ritorno gli Argonauti avrebbero scelto la rotta che passava attraverso le "rupi erranti", da identificare con i numerosi e angusti stretti percorsi dalle correnti che si trovano tra le isole e la terraferma.
Un riferimento ad un'antica ambientazione nordica è individuabile secondo Vinci anche in una affermazione di Platone nel dialogo Crizia, che ricorda come un tempo Atene sorgesse in una zona pianeggiante e fertile e non aspra e montuosa: si tratterebbe secondo l'autore di un riferimento all'antica Atene baltica, che ritiene possa essere individuata presso l'attuale città di Karlskrona, presso la quale si trova il toponimo di Lyckeby, che ricorderebbe il Licabetto.

### Clima dei luoghi omerici
Secondo Vinci il clima descritto nei poemi omerici è freddo e tempestoso: comparirebbe di frequente la nebbia e vi sarebbero forti venti e violente burrasche. I personaggi sono spesso descritti come rivestiti da pesanti mantelli e non sono mai descritti sudare per il caldo. Sebbene nel periodo al quale è comunemente attribuita la guerra di Troia (XIII secolo a.C.) la temperatura media fosse più bassa dell'attuale, le condizioni climatiche descritte da Omero non si adatterebbero all'Egeo, soprattutto tenendo conto che le vicende narrate sembrerebbero svolgersi prevalentemente in estate. La descrizione omerica si adatterebbe invece alle regioni baltiche nel XVIII secolo a.C., epoca nella quale Vinci colloca la guerra di Troia, quando le temperature nel nord Europa erano sensibilmente più alte delle attuali: proprio il successivo abbassamento della temperatura avrebbe in seguito costretto gli Achei ad emigrare verso sud.
Alcuni passi dei poemi omerici sono stati interpretati da Vinci come una descrizione di fenomeni tipici delle regioni nordiche. Nella grande battaglia che occupa i libri centrali dell'Iliade compare in due momenti diversi il riferimento all'ora di mezzogiorno: secondo Vinci non si tratterebbe di un errore e la battaglia sarebbe durata due giorni consecutivi a causa della presenza del sole di mezzanotte, che permise di non interrompere i combattimenti. Altri riferimenti al fenomeno sono considerati l'eccezionale durata del giorno nella terra dei Lestrigoni e l'impossibilità di orientarsi di Ulisse nell'isola di Circe, in quanto non può sapere dove sorga e dove tramonti il sole.

### Somiglianze culturali
Tra il mondo descritto dai poemi omerici e quello dei Vichinghi sarebbero presenti somiglianze nelle usanze, nella mitologia e nella letteratura, che secondo Vinci avrebbero potuto trasmettersi anche per un periodo di oltre duemila anni. Vinci cita l'usanza di riunirsi in assemblea, i grandi banchetti conviviali, l'esilio inflitto ai colpevoli di omicidio involontario. Le navi achee avrebbero inoltre in comune con quelle vichinghe l'albero smontabile, ritenuto utile in particolare nei mari settentrionali, per evitare la formazione di ghiaccio, e la doppia prua che consentiva, voltando i rematori, di navigare anche all'indietro (un riferimento a questo aspetto sarebbe secondo Vinci il termine amphielissai, "curvo da entrambi i lati" utilizzato diverse volte da Omero; inoltre la caratteristica sarebbe descritta da Tacito per i Germani).
Secondo Vinci la figura dell'aedo greco sarebbe simile a quella dello scaldo norreno. Omero inoltre farebbe frequente uso di kenning, una figura retorica tipica della letteratura nordica.
Anche alcune figure mitologiche mostrerebbero somiglianze nelle due culture: Ulisse con la figura dell'arciere Ull nella saga islandese del XIII secolo e con Amleto, protagonista di un'antica leggenda danese riportata nelle Gesta Danorum di Saxo Grammaticus nel XII secolo. Anche numerose divinità sono simili: Afrodite corrisponde a Freia, Ares a Thor, Zeus a Odino e le Chere, che nell'Iliade scendono sul campo di battaglia per portare via le anime dei guerrieri morti, sarebbero simili alle Valchirie. Vinci ipotizza infine che la figura di Sleipnir, il cavallo di Odino dalle otto zampe, possa derivare da certe raffigurazioni di carri da guerra visti di profilo, in cui era visibile il solo cavallo in primo piano e solo le zampe del suo compagno.

### Realtà storica delle vicende omeriche
Secondo Vinci la descrizione dell'Iliade non si adatterebbe ad una guerra in corso da dieci anni: nel catalogo delle navi Priamo domanda ad Elena di indicargli i capi achei come se non li avesse mai visti prima e nella descrizione viene indicato come morto nel frattempo il solo Protesilao, al momento dello sbarco. Solo durante il racconto gli Achei decidono di costruire un muro a difesa delle navi: si doveva trattare di una semplice palizzata in legno, poiché il muro eretto dai Danai, che non avevano certo grandi quantità di materie prime, viene descritto come comparabile per altezza e resistenza a quello della città assediata: si tratterebbe di un tipo di fortificazione diffuso nel mondo nordico, dove scarseggiava la pietra, mentre la Troia mediterranea aveva mura in pietra.
Secondo l'interpretazione di Vinci la stesura originaria dell'Iliade avrebbe raccontato una guerra appena iniziata e interamente descritta nel poema. Si sarebbe trattato di una scorreria simile a quelle frequenti presso i Vichinghi e il motivo scatenante sarebbe forse stato proprio il rapimento di Elena e non motivi di natura commerciale legati al controllo delle rotte passanti da Troia: gli Achei infatti secondo il racconto omerico dopo la presa della città non vi stabilirono un presidio stabile. Vinci avanza l'ipotesi che Menelao avesse acquisito il diritto al trono di Sparta proprio attraverso il matrimonio con Elena e che dovesse pertanto recuperare la moglie per garantire la legittimità del suo trono.
La durata tradizionale di dieci anni assegnata alla guerra, secondo Vinci, sarebbe stata introdotta in seguito, per spiegare la lunga lontananza di Ulisse da Itaca. Secondo un'ipotesi di Vinci inoltre il vero Ulisse sarebbe morto a Troia e la strage dei pretendenti sarebbe stata compiuta da un impostore assoldato da Telemaco, che con il nuovo matrimonio di Penelope avrebbe perso il diritto alla successione. Anche l'espediente del cavallo di Troia sarebbe stato introdotto in seguito solo nell'Odissea, allo scopo di attribuire a Ulisse la vittoria.

## Reazioni alla teoria
La tesi presentata nel libro secondo lo stesso autore rappresenta una teoria non ancora verificata, che tuttavia giustificherebbe "l'avvio di ricerche archeologiche sui siti individuati".
Lo stesso Vinci in alcune interviste cita i contributi di studiosi di varie discipline alla formulazione della teoria e le conferenze e presentazioni da lui stesso tenute presso diverse università italiane ed estere, oltre che alcune positive recensioni sulla stampa, italiana ed estera. Il libro a partire dalla sua terza edizione nel 2002 è stato presentato dalla studiosa e traduttrice dei testi omerici Rosa Calzecchi Onesti, che auspicava un'accurata opera di verifica sul campo da parte della comunità archeologica. La teoria è sostenuta da William Mullen, professore del dipartimento di studi classici del Bard College di New York.
Nel 2007 hanno partecipato ad un seminario internazionale svoltosi a Toija, in Finlandia, la località identificata da Vinci con la Troia omerica, specialisti di varie discipline che suggeriscono l'opportunità di approfondire le ricerche sia dal punto di vista letterario che dal punto di vista archeologico, allo scopo di trovare le prove a sostegno della teoria di Vinci. Le tesi di Vinci sono state riprese anche nell'ambito di un volume antologico del 2009 a cura di Mario Geymonat e Giampiero Mele, che ripercorre attraverso saggi storici e testi letterari i legami culturali di Estonia, Lituania e Lettonia, seguendo idealmente la via dell'ambra.

### Critiche
La maggioranza degli studiosi tuttavia rigetta le tesi di Vinci, considerate “assai improbabili” e “pseudoscientifiche”, ed evidenzia che esse non sono in realtà affatto nuove, anzi sono state già avanzate numerose volte in passato senza trovare seguito. Ecco le critiche principali.
- La tesi non è confermata da riscontri archeologici convincenti, infatti sulle coste del Baltico nell'epoca sostenuta da Vinci dagli scavi risultano culture di tipo neolitico, che usavano vasellame ceramico e non oggetti in bronzo. L'età del bronzo scandinava comincia in epoca successiva[26][27].
- I poemi omerici hanno subito delle variazioni, probabilmente profonde, negli otto o nove secoli in cui sono stati trasmessi oralmente. Numerose formule, tipiche della tradizione orale, sono state identificate come formatesi nel periodo della trascrizione in forma scritta, mescolate con altre che rappresenterebbero una fase di epoca precedente. Non è dunque possibile ascrivere l'attuale testo dei poemi omerici ad un periodo storico preciso[27].
- I toponimi omerici sono confrontati con i toponimi baltici attuali o di epoca medievale, partendo dal presupposto (invero poco probabile) che essi non abbiano subito modificazioni nel periodo di trasmissione orale del testo. Inoltre le affinità riscontrate si basano nella maggior parte dei casi su una semplice assonanza, senza una reale corrispondenza con i meccanismi fonologici delle lingue coinvolte. Ad esempio, se una parola come "Troia", riutilizzata dopo la migrazione per dare il nome alla città anatolica, fosse stata trasformata con il tempo nel finlandese moderno, essa avrebbe dovuto dare *Roija e non Toija. Il finlandese è una lingua che non ammette gli accumuli consonantici nella prima sillaba della parola ma, nell'adattare alle proprie peculiarità le parole straniere assorbite, tende a conservare piuttosto la consonante liquida [r], a scapito delle occlusive (ad esempio, la parola tedesca strand "spiaggia", in finlandese ha dato ranta)[27].
- È del tutto normale che una popolazione che migra da un luogo ad un altro porti con sé un certo numero di toponimi, che vengono poi riattribuiti alle nuove terre. Vinci tuttavia sostiene che tali popolazioni avrebbero dato ai luoghi del Mar Mediterraneo i nomi presi dalle loro storie addirittura nello stesso ordine in cui apparivano nelle storie stesse, al preciso scopo di farle combaciare con esse. Non risultano altri casi, nella storia delle migrazioni, in cui una popolazione si sia comportata in questo modo[27].
- Alcune delle località descritte nei poemi omerici, ed in particolare quelle più lontane dal mondo greco, come in molte altre opere letterarie, non rappresentano fedeli resoconti della realtà, ma invenzioni di fantasia[27]. Tuttavia, anche partendo dal presupposto che i luoghi dei poemi omerici corrispondano tutti ad un luogo reale, sono stati fatti studi che mostrano come vi siano in realtà somiglianze molto precise e sistematiche tra il mondo descritto dall'Odissea ed il Mar Mediterraneo, non solo per ciò che riguarda la conformazione dei luoghi, ma persino nel tipo e nella direzione dei venti. Insomma, gli errori, come quello di collocare Itaca come l'isola più occidentale del suo arcipelago, non sarebbero presenti in modo massiccio, come ritenuto da Vinci, ma sarebbero un numero limitato e quasi sempre in qualche modo spiegabili[28].
- La latitudine, il clima, il paesaggio, la flora, la fauna, le pratiche agricole che vengono descritti nei poemi omerici sono tipicamente mediterranei e non nordici, come viene sostenuto da Vinci. Le incongruenze geografiche sono attribuibili al carattere poetico e fantastico delle vicende narrate ed alle conoscenze geografiche approssimative degli autori dei poemi. Inoltre le affinità fra le divinità del pantheon omerico e quelle dei popoli nordici sono assolutamente inesistenti.[29]
- Le teorie più accreditate sulle migrazioni dei popoli indoeuropei escludono che il popolamento della Grecia sia avvenuto ad opera di genti provenienti dai Paesi scandinavi. Le teorie nordiche sulla culla originaria degli indoeuropei, che ebbero un certo successo fra la fine del XIX secolo e gli inizi del XX secolo ad opera soprattutto di autori tedeschi (Hermann Hirt, Gustaf Kossinna), sono ormai considerate scientificamente sorpassate[30].
- La geologia del Mediterraneo e del Baltico negli ultimi 5000 anni è molto mutata (i geologi parlano di "Mar Littorina" per riferirsi al Baltico tra 7500 e 4000 anni fa), per esempio l'area del Baltico si alza di circa 3 millimetri all'anno, per effetto del "rimbalzo isostatico glaciale", ovvero il ghiaccio delle epoche glaciali, alto diversi chilometri, premendo sulla crosta terrestre, l'ha abbassata e deformata; dopo la fine delle glaciazioni, venuto meno il peso, la crosta ha iniziato a raddrizzarsi, permettendo alla penisola scandinava di rialzarsi. Il mar Littorina 4.500 anni fa circa (quindi grossomodo nel 2.500 a.C., ovvero relativamente poco prima rispetto all'epoca in cui Vinci intende collocare l'Iliade, verso il 1.700/1.650 a.C.) conteneva il doppio del volume d'acqua e copriva il 26,5% in più di superficie rispetto a oggi. Alcune delle isole identificate da Vinci con le isole dell'Odissea nel 1600 a.C. o non erano ancora emerse, o erano piccoli arcipelaghi, ad esempio Langeland è formata da 14 collinette alte 10-20 metri sul livello del mare, collegate da una pianura al massimo di 6 metri sul livello del mare, che è emersa al massimo 2.000 anni fa. Anche il sito con cui Vinci identifica Troia assomiglia oggi alla Troia descritta da Omero, ma era presumibilmente molto differente con 4.600 anni in meno di sedimenti portati dai fiumi.

## Edizioni
Inizialmente le tesi sono state raccolte nel libro:
- Felice Vinci, Homericus Nuncius, Solfanelli, 1993, ISBN 9788874975327.

In seguito, sono state pubblicate diverse edizioni rivedute e corrette:
- Felice Vinci, Omero nel Baltico, Prima edizione, Palombi, 1995.
- Felice Vinci, Omero nel Baltico, Seconda edizione, Palombi, 1998.
- Felice Vinci, Omero nel Baltico, Terza edizione, Palombi, 2002.
- Felice Vinci, Omero nel Baltico, Quarta edizione, Palombi, 2003, ISBN 9788876212512.
- (EN) Felice Vinci, The Baltic Origins of Homer's Epic Tales. The "Illiad", the "Odyssey" and the Migration of Myth, traduzione di Amalia De Francesco, Inner Traditions, 2006, ISBN 9781594770524.
- Felice Vinci, Omero nel Baltico. Le origini nordiche dell'Odissea e dell'Iliade, Quinta edizione, Palombi, 2008, ISBN 9788860601537.
- Felice Vinci, Omero nel Baltico, Sesta edizione, Palombi, 2016, ISBN 9788860601537.
- Felice Vinci, I segreti di Omero nel Baltico. Nuove storie dalla preistoria, Settima edizione, Leg Edizioni, 2021, ISBN 9788861027695.

Il libro è stato inoltre tradotto in russo, tedesco, svedese, estone, danese e lituano.

## Altre teorie
- Roberto Salinas Price, Homer's Blind Audience. An essay on the Iliad's geographicale prerequisites for the site of Ilios, Scylax Pess Inc., San Antonio (Texas) 1983: Troia è collocata sulla costa dalmata, nel mar Adriatico.
- Paolo Granzotto, Ulisse, Rizzoli, 1988 ISBN 88-17-53355-6: Ulisse arrivò con le sue peregrinazioni nelle regioni settentrionali dell'Europa.
- Ernesto Roli, La caduta dell'impero Ittita e la guerra di Troia. Omero nell'Egeo, Palombi editori, Roma 2005: Troia è identificata con Ḫattuša, capitale dell'impero ittita.
- John Lascelles, Troy. The World deceived. Homer's Guide to Pergamum, Victoria (BC, Canada) 2005: Troia è identificata con la città di Pergamo.
- Iman Jacob Wilkens, Troy in England e Where Troy once stood (nuova edizione riveduta e ampliata), Gopher.nl, 2012 (libri in distribuzione sul sito dello scrittore): Troia è collocata in Cornovaglia.
- Alberto Majrani, Ulisse Nessuno Filottete, LoGisma editore, 2008; e in "L'Astuto Omero", Filottete Edizioni, 2020; Iliade ed Odissea sarebbero ambientate nel Baltico o nel Nord Europa, ma nell'VIII secolo a.C., nell'epoca di transizione tra l'età del bronzo e l'età del ferro; Ulisse sarebbe morto a Troia e sarebbe stato Filottete, assoldato da Telemaco, ad uccidere i Proci[31].
- Dimitri Michalopoulos, L'Odyssée d'Homère au-delà des mythes, Le Pirée: Institut d'Histoire maritime hellène, 2016, ISBN 978-618-80599-2-4.